# Typopeltis cantonensis
Typopeltis cantonensis är en spindeldjursart som beskrevs av Speijer 1936. Typopeltis cantonensis ingår i släktet Typopeltis och familjen Thelyphonidae. Inga underarter finns listade i Catalogue of Life.